# Championnat du Vanuatu de football 2011
Navigation
Édition précédente Édition suivante
La saison 2011 du Championnat du Vanuatu de football est la 4e édition du championnat national, appelé la National Soccer League. La compétition doit théoriquement permettre de confronter les meilleures équipes des différentes provinces de l'archipel, afin de déterminer le représentant du Vanuatu en Ligue des champions de l'OFC, mais cette saison, il ne regroupe que des formations issues de la Ligue de Port-Vila, la capitale.
C'est l'Amicale Football Club, champion de la ligue de Port-Vila et tenant du titre, qui termine à nouveau en tête de la National Soccer League et se qualifie pour l'occasion pour la Ligue des champions pour la deuxième fois de son histoire. 

## Participants
- Amicale Football Club
- Tafea FC
- Spirit 08 FC
- Teouma Academy FC
- Tupuji Imere FC
- Yatel FC
- Shepherds United - Promu de D2
- Ifira Black Bird FC - Promu de D2

## Compétition

### Ligue de football de Port-Vila
Le classement est établi sur le barème de points classique (victoire à 3 points, match nul à 1, défaite à 0). 
| Rang | Équipe                 | Pts | J  | G  | N | P  | Bp | Bc | Diff |  | Résultats (▼ dom., ► ext.) | Ami | Taf | Tup | Spi | She | Teo | Yat | Ifi |
| ---- | ---------------------- | --- | -- | -- | - | -- | -- | -- | ---- |  | -------------------------- | --- | --- | --- | --- | --- | --- | --- | --- |
| 1    | Amicale Football ClubT | 37  | 14 | 12 | 1 | 1  | 41 | 11 | +30  |  | Amicale Football ClubT     |     | 3-1 | 3-1 | 4-0 | 3-0 | 1-0 | 5-2 | 3-1 |
| 2    | Tafea FC               | 34  | 14 | 11 | 1 | 2  | 45 | 13 | +32  |  | Tafea FC                   | 1-1 |     | 6-2 | 0-2 | 6-0 | 6-2 | 4-0 | 8-0 |
| 3    | Tupuji Imere FC        | 24  | 14 | 8  | 0 | 6  | 29 | 25 | +4   |  | Tupuji Imere FC            | 0-2 | 1-2 |     | 2-1 | 3-1 | 3-1 | 4-1 | 3-2 |
| 4    | Spirit 08 FC           | 22  | 14 | 7  | 1 | 6  | 21 | 19 | +2   |  | Spirit 08 FC               | 0-1 | 0-2 | 1-2 |     | 3-2 | 1-1 | 2-1 | 5-1 |
| 5    | Shepherds UnitedP      | 20  | 14 | 6  | 2 | 6  | 18 | 26 | -8   |  | Shepherds UnitedP          | 1-0 | 2-5 | 2-1 | 0-2 |     | 2-1 | 2-0 | 3-0 |
| 6    | Teouma Academy FC      | 18  | 14 | 5  | 3 | 6  | 23 | 21 | +2   |  | Teouma Academy FC          | 1-2 | 1-3 | 2-1 | 1-2 | 1-1 |     | 2-2 | 2-0 |
| 7    | Yatel FC               | 4   | 14 | 1  | 1 | 12 | 10 | 36 | -26  |  | Yatel FC                   | 1-5 | 0-3 | 0-3 | 0-2 | 1-2 | 0-1 |     | 2-0 |
| 8    | Ifira Black Bird FCP   | 4   | 14 | 1  | 1 | 12 | 9  | 45 | -36  |  | Ifira Black Bird FCP       | 0-5 | 1-3 | 1-3 | 1-2 | 0-0 | 1-6 | 1-0 |     |

|  | Qualification pour la National Soccer League     |
|  | Participation au barrage de promotion-relégation |
|  | T : Tenant du titre P : Promu de Fes Divisen     |

### National Soccer League
| Rang | Équipe                 | Pts | J | G | N | P | Bp | Bc | Diff |
| ---- | ---------------------- | --- | - | - | - | - | -- | -- | ---- |
| 1    | Amicale Football ClubT | 24  | 8 | 8 | 0 | 0 | 26 | 7  | +19  |
| 2    | Tafea FC               | 16  | 8 | 5 | 1 | 2 | 25 | 9  | +16  |
| 3    | Tupuji Imere FC        | 8   | 8 | 2 | 2 | 4 | 13 | 17 | -4   |
| 4    | Spirit 08 FC           | 5   | 8 | 0 | 5 | 3 | 5  | 13 | -8   |
| 5    | Shepherds UnitedP      | 2   | 8 | 0 | 2 | 6 | 10 | 33 | -23  |

|  | Qualification pour la Ligue des champions de l'OFC 2011-2012 |
|  | T : Tenant du titre P : Promu de Fes Divisen                 |

## Bilan de la saison
| Championnat du Vanuatu de football 2011 |                                  |
| Champion                                | Amicale Football Club (2e titre) |
| Qualifications continentales            |                                  |
| Ligue des champions de l'OFC 2011-2012  | Amicale Football Club            |
| Promotions et relégations               |                                  |
| Promus en PVFA Lik Premia Divisen       | Seveners United FC               |
| Relégués en PVFA Lik Fes Divisien       | Yatel FC                         |